# Râul Han (Coreea)
Râul Han ori Hangang (pronunție în coreeană [ha(ː)n.ɡaŋ]) este un râu important (de fapt, este un fluviu) în Coreea de Sud și cel de-al patrulea râu din peninsula Coreea, după râurile Amnok (Yalu), Tuman (Tumen) și Nakdong. Inițial, râul constă din două râuri mici, izvorând în munții de est ai peninsulei, care se unesc puțin înainte de intrarea în Seul, capitala țării.
Râul Han și împrejurimile sale au jucat un rol important în istoria Coreei. Astfel Cele trei regate ale Coreei au luptat adesea pentru controlul acestei zone, în care râul a fost utilizat ca o majoră arteră de circulație în comerțul cu China, folosind și Marea Galbenă ca parte a rutei comerciale Coreea-China. Astăzi, mai exact de după Războiul din Coreea, râul este prea puțin folosit la navigație, din cauza faptului că estuarul său se găsește în zona de frontieră (zona demilitarizată) dintre cele două state coreene.
Râul slujește ca sursă de apă pentru circa 12 milioane de coreeni. În iulie 2000, forțele militare americane au trebuit să admită, în urma prezentării faptelor în presă, deversarea unor substanțelor chimice toxice în râu, provocând puternice controverse și proteste.
Astăzi, cursul inferior al râului, este un loc favorit de promenadă, având numeroase parcuri publice, rute cicliste, restaurante, magazine, locuri de agrement, în special în porțiunea unde râul străbate orașul Seul. Într-un sondaj de opinie, realizat în 2011, de către Institutul de dezvoltare al Seulului, pe un eșantion de 800 de cetățeni ai orașului și 103 de arhitecți și planificatori urbani, 51,3% din public și 68,9% din experți au votat râul și împrejurimile sale ca cel de-al doilea cel mai frumos loc al capitalei, după Muntele Namsan, care a ocupat locul întâi.

## Geografie
Râul Han este format la confluența dintre Râul Namhan (numit și Râul Han de Sud), care izvorăște din muntele Daedok și râul Bukhan (cunoscut și ca Râul Han de Nord), care își are originea pe pantele de altitudine ale muntelui Kumgang din Coreea de Nord. Cei doi „contribuabili” majori, Namhan și Bukhan, se unesc în Yangpyeong, iar la intrarea în provincia Gyeonggi, Gyeonggi-do, își schimbă numele în Râul Han.

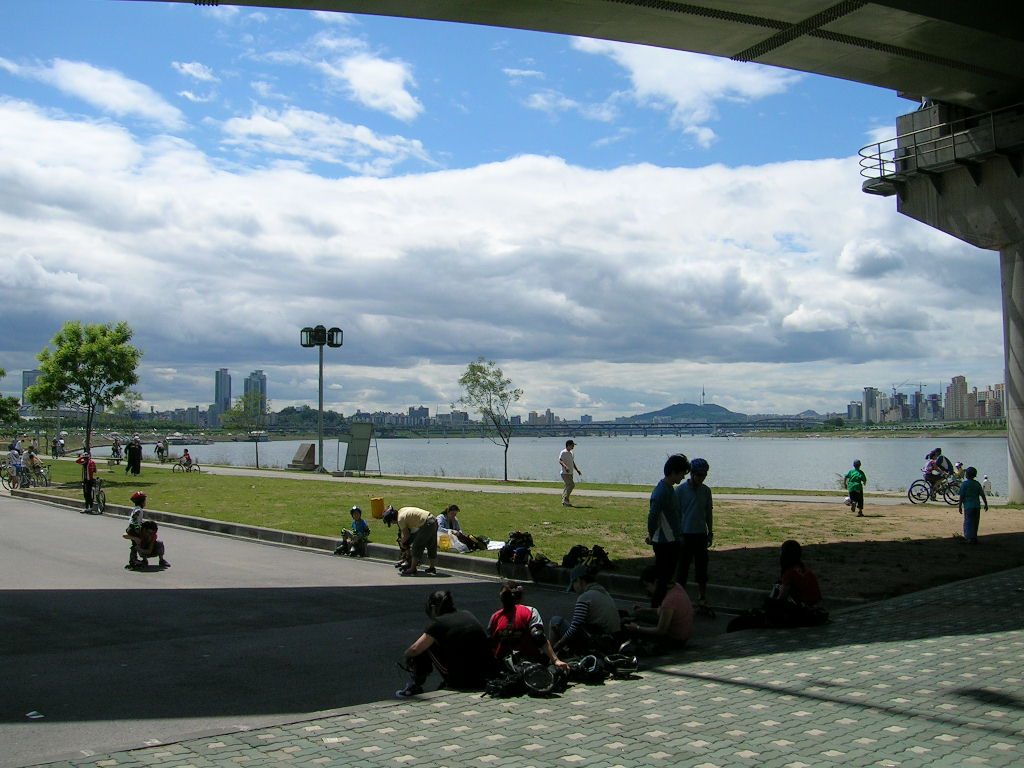
O porțiune favorită a Râului Han, în Seul

Râul Han continuă a curge prin Seul pentru a primi apele afluentului său Rimjin cu puțin înainte de a vărsa în Marea Galbenă. Delta fluviului se găsește la limita de demarcație dintre cele două țări, Zona demilitarizată coreeană, care fuseseră separate din cauza războiului dintre Nord și Sud, desfășurat între 1950 și 1953.
Lungimea totală a fluviului Han River este de aproximativ 494 km. Deși nu este un râu foarte lung, prin volumul de apă deplasat și deversat, respectiv prin lățimea sa remarcabilă din limitele capitalei Seul, unde atinge adesea mai mult de 1 km lățime, poate fi considerat, și pe bună dreptate, un adevărat fluviu. Înaintea construirii a mai multor baraje de regularizare și conservare a volumelor de apă ale cursului, excesiv de variabile, Râul Han era cunoscut pentru coeficientul ridicat al regimului său hidrologic (raportul dintre debitele minime și maxime), de 1:390. Spre exemplu, în cazul Tamisei acest raport este 1:8, iar în cazul Rinului 1:18.

## Istoric
Râul Han a jucat un rol important în istoria peninsulei coreene din cele mai vechi timpuri. Regatul Baekje a fost primul cunoscut în istoria peninsulei, care a pretins posesia asupra râului-fluviu, datorită recunoașterii importanței sale ca modalitate majoră de transport între partea central-vestică a peninsulei și Marea Galbenă. Importanța bancurilor aluvionare fertile ale râului au fost, de asemenea, recunoscute, ca fiind o raritate într-o peninsulă în care relieful deluros și muntos predomină. Orașul Pungnaptoseong, aflat la sud de  Seoul, fusese capitala timpurie a regatului Baekje.
Următorul pas major istoric a fost recunoașterea importanței zonei de confluență a fluviului cu Marea Galbenă, mai exact zona aproximativă de localizare a Seului de azi, care a devenit o adevărată „placă turnantă” între regatul Baekje și emergentul regat Goguryeo. În timpul domniei regelui Jangsu (circa 413 - 491), regatul Goguryeo a dobândit controlul asupra segmentului final al fluviului Han în detrimentul rivalului său Baekje. În primele decenii ale secolului al 6-lea, culminând cu 551, regatul Baekje, aflat în alianță cu Silla, a redobândit controlul asupra bazinului hidrografic al Râului Han. Alianța nu a durat mult și, în 553, după ruperea alianței, Silla a dobândit controlul asupra aceluiași fluviu Han, ca un prim pas în încercarea de a domina peninsula.

## Afluenții fluviului
Afluenții fluviului sunt listați în ordine de la gura de vărsare, aflată în Marea Galbenă, înspre originea sa. Subafluenții afluenților sunt listați corespunzător, de asemenea.

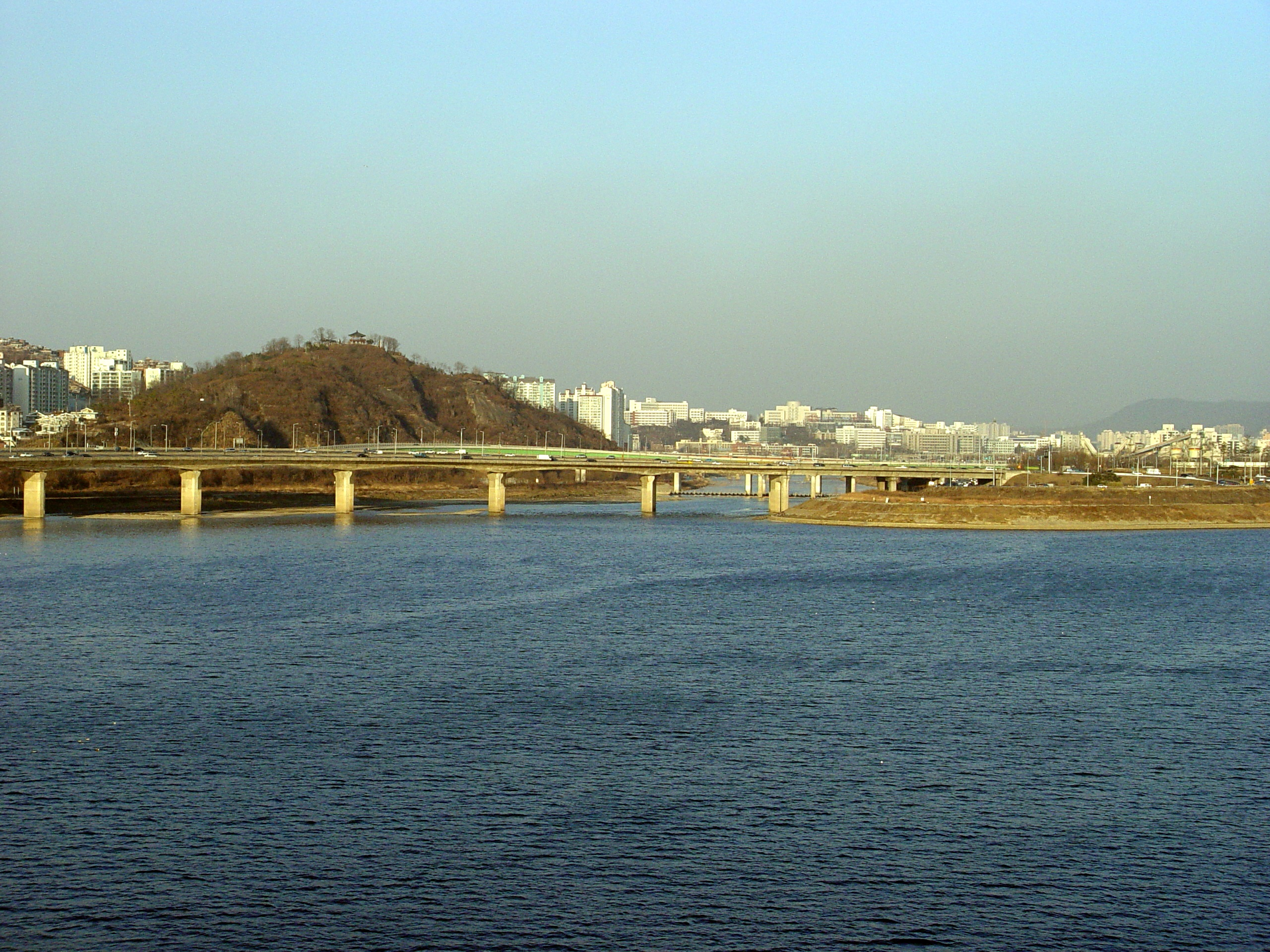
Confluența râului Jungnan cu fluviul Han, văzută dinspre Podul Dongho

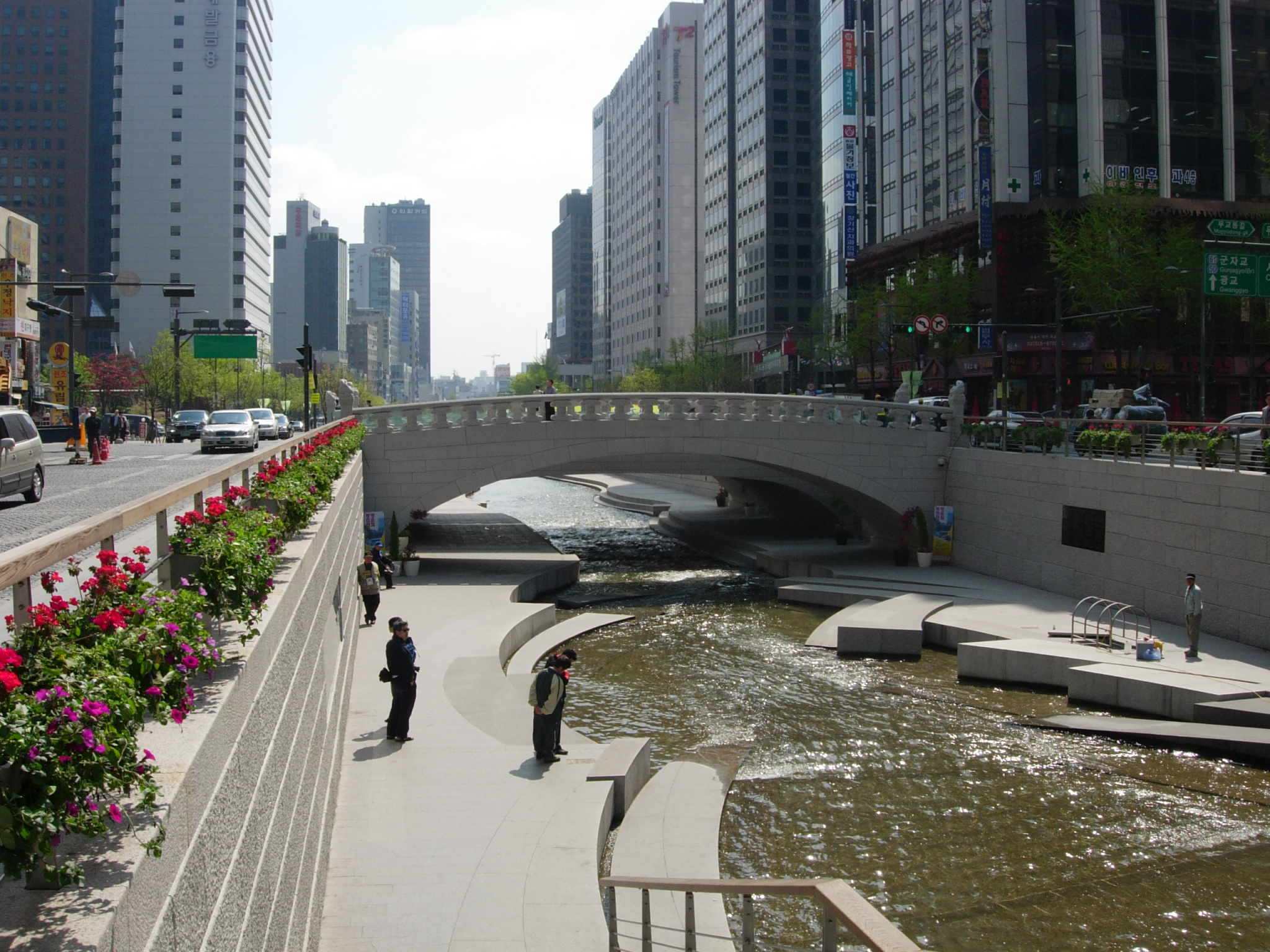
Râul Cheonggye

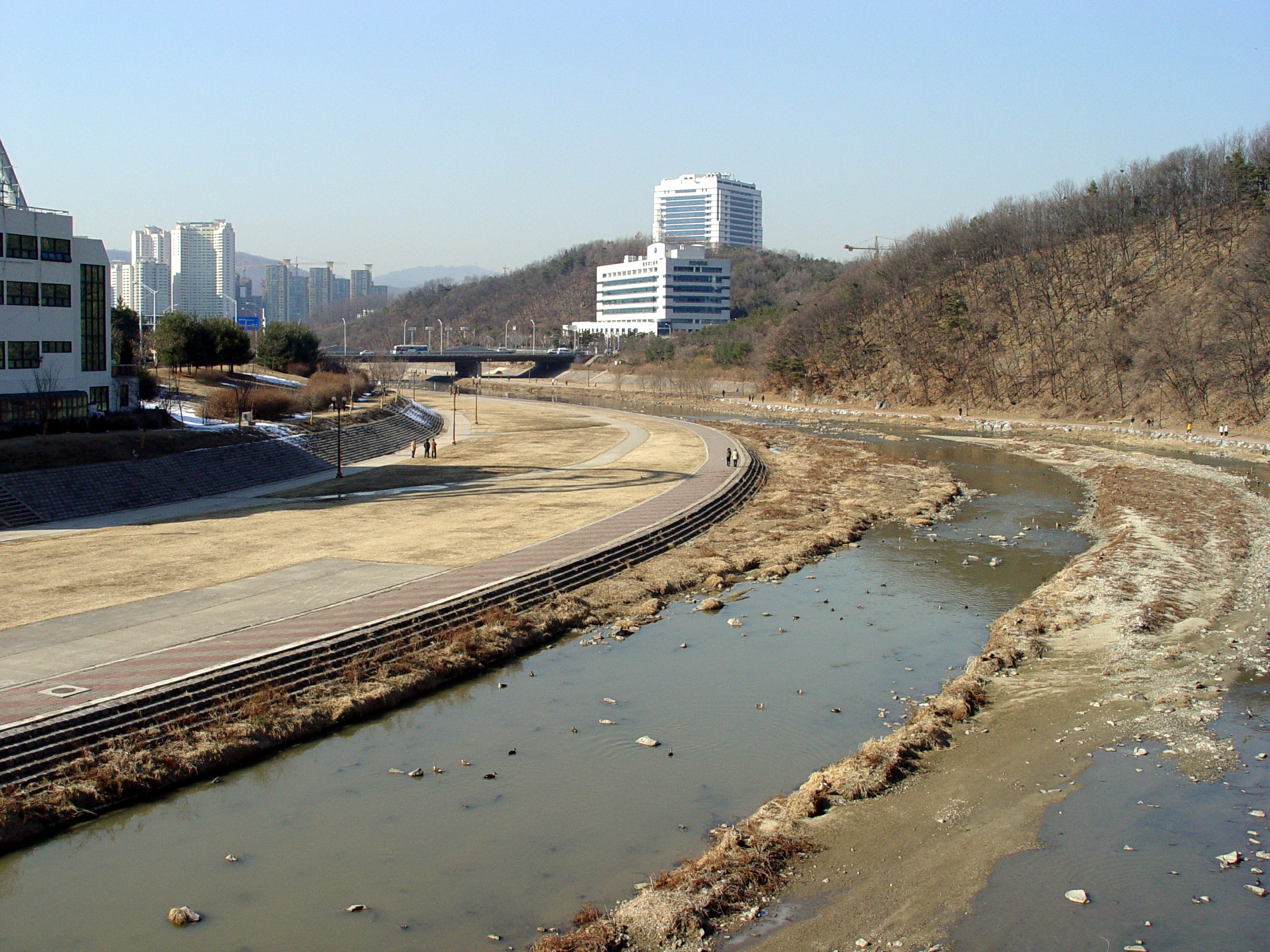
Râul Tan

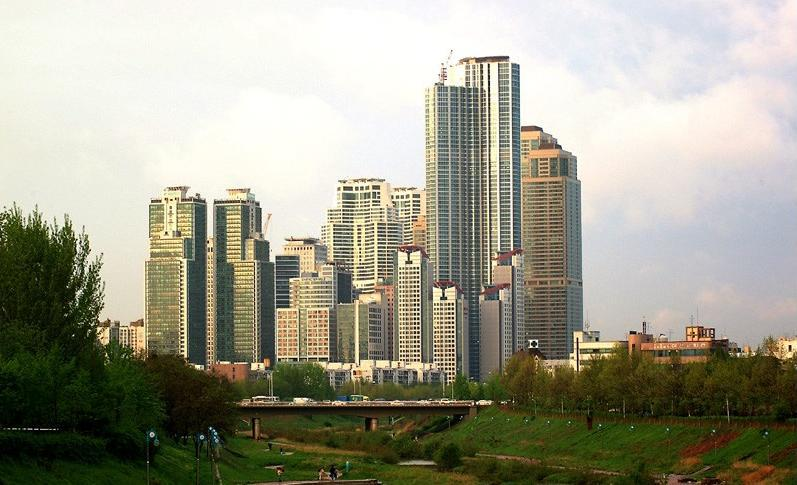
View of Yangjaecheon

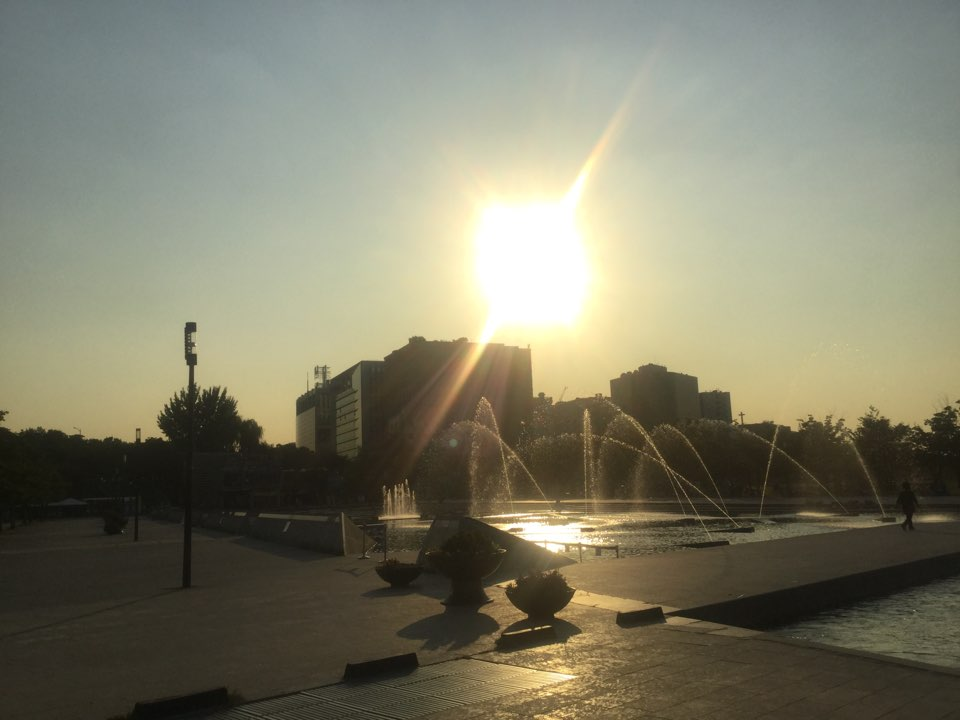
Parcul Râului Han

- Râul Gongneung (곡능천)
- Râul Najinha (나진하천)
- Râul Changneung (창능천)
- Râul Anyang (안양천)
  - Râul Dorim (도림천)
- Râul Jungnang (중랑천)
  - Râul Cheonggye (청계천)
- Râul Tan (탄천)
  - Râul Yangjae (양재천)
  - Râul Yeosu (여수천)
  - Râul Bundang (분당천)
  - Râul Pungdeok (풍덕천)
- Râul Gyeongan (경안천)
  - Râul Neungwon (능원천)
  - Râul Yangji (양지천)
  - Râul Unhak (운학천)
- Râul Bukhan (북한강)
  - Râul Munho (문호천)
  - Râul Hong (홍천강)
    - Râul Sandae (산대천)
    - Râul Deoksan (덕산천)
      - Râul Seongjeon (성전천)

    - Râul Yasidae (야시대천)

  - Râul Gapyeong (가평천)
  - Râul Soyang (소양강)
  - Râul Sanae (사내천)
    - Râul Yongdam (용담천)

  - Râul Magunaemeo (마구내머)
    - Râul Mahyeon (마현천)
    - Râul Bongo (봉오천)
- Râul Namham (남한강)
  - Râul Sinnaegaeul (신내개울)
    - Parcul Râului Han Râul Heukcheon (흑천)

  - Râul Yongdam (용담천)
  - Râul Bokha (복하천)
    - Râul Jukdang (죽당천)
    - Râul Pyogo (표고천)
    - Râul Gwanri (관리천)

  - Râul Yanghwa (양화천)
  - Râul Geumdang (금당천)
  - Râul Cheongmi (청미천)
    - Râul Gye (계천)
      - Râul Ung (웅천)

  - Râul Seom (섬강)
    - Râul Iricheon (이리천)

  - Râul Mokmi (목미천)
  - Râul Hwangsan (환산천)
  - Râul Guryong (구룡천)
  - Râul Yeongdeok (영덕천)
  - Râul Daejeon (대전천)
  - Râul Dalcheon (달천)
    - Râul Yodo (요도천)

  - Râul Dong (Coreea de Sud) (동강)

## Poduri peste Râul Han
Un număr de 27 de poduri traversează Râul Han în en  Zona metropolitană a capitalei (Seul, Gyeonggi-do, Incheon).
De la vest la est, aceste poduri sunt:
- Podul	en  Ilsan; 일산대교
- Podul	en  Gimpo; 김포대교
- Podul	en  Haengju; 행주대교
- Podul	en  Banghwa; 방화대교
- Podul	en  Magok; 마곡철교
- Podul	en  Gayang; 가양대교
- Podul	en  Seongsan; 성산대교
- Podul	en  Yanghwa; 양화대교
- Podul	feroviar en  Dangsan; 당산철교
- Podul	en  Seogang; 서강대교
- Podul	en  Mapo; 마포대교
- Podul	en  Wonhyo; 원효대교
- Podul	feroviar en  Hangang; 한강철교
- Podul	en  Hangang; 한강대교
- Podul	en  Dongjak; 동작대교

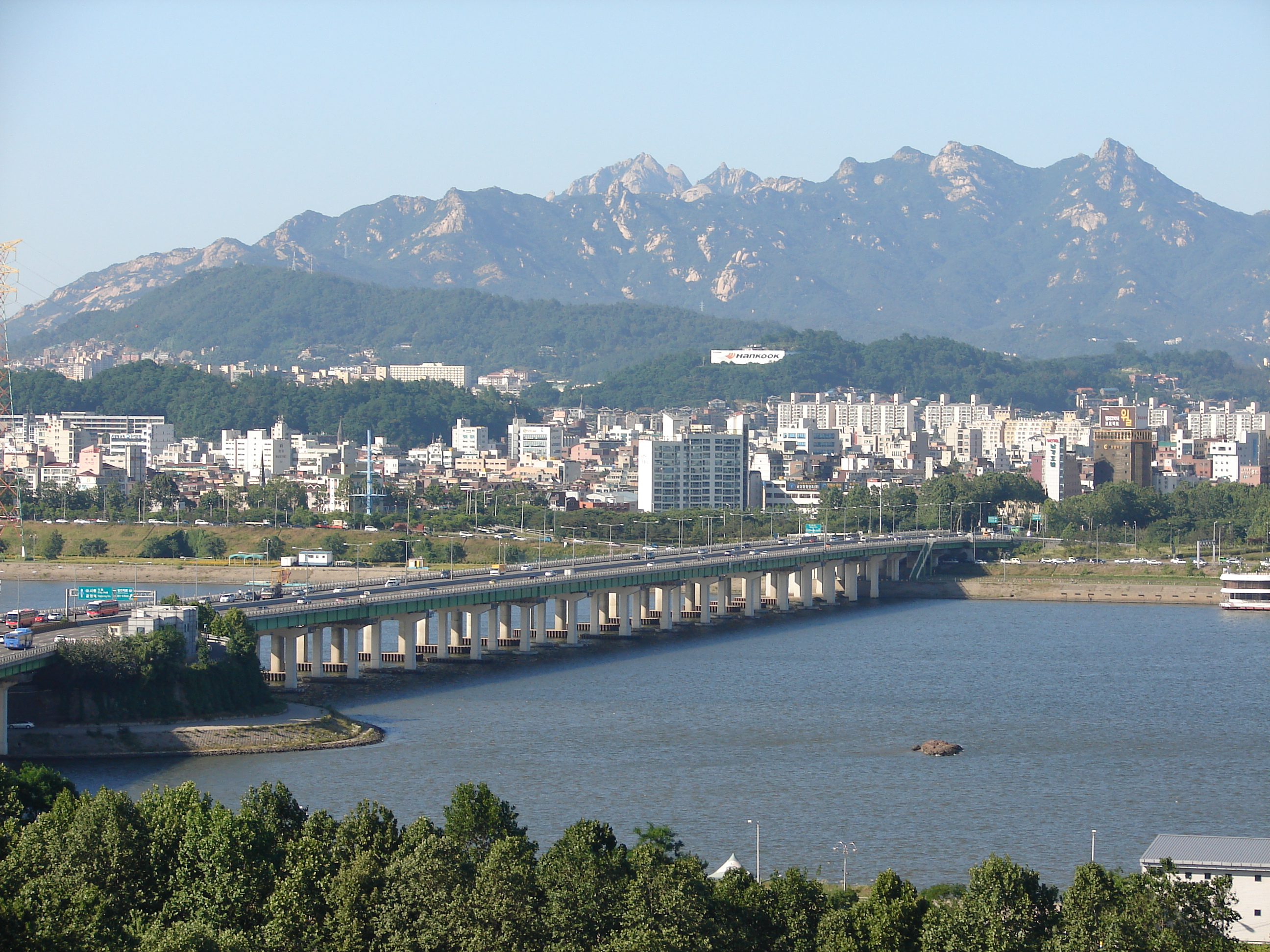
Podul Yanghwa

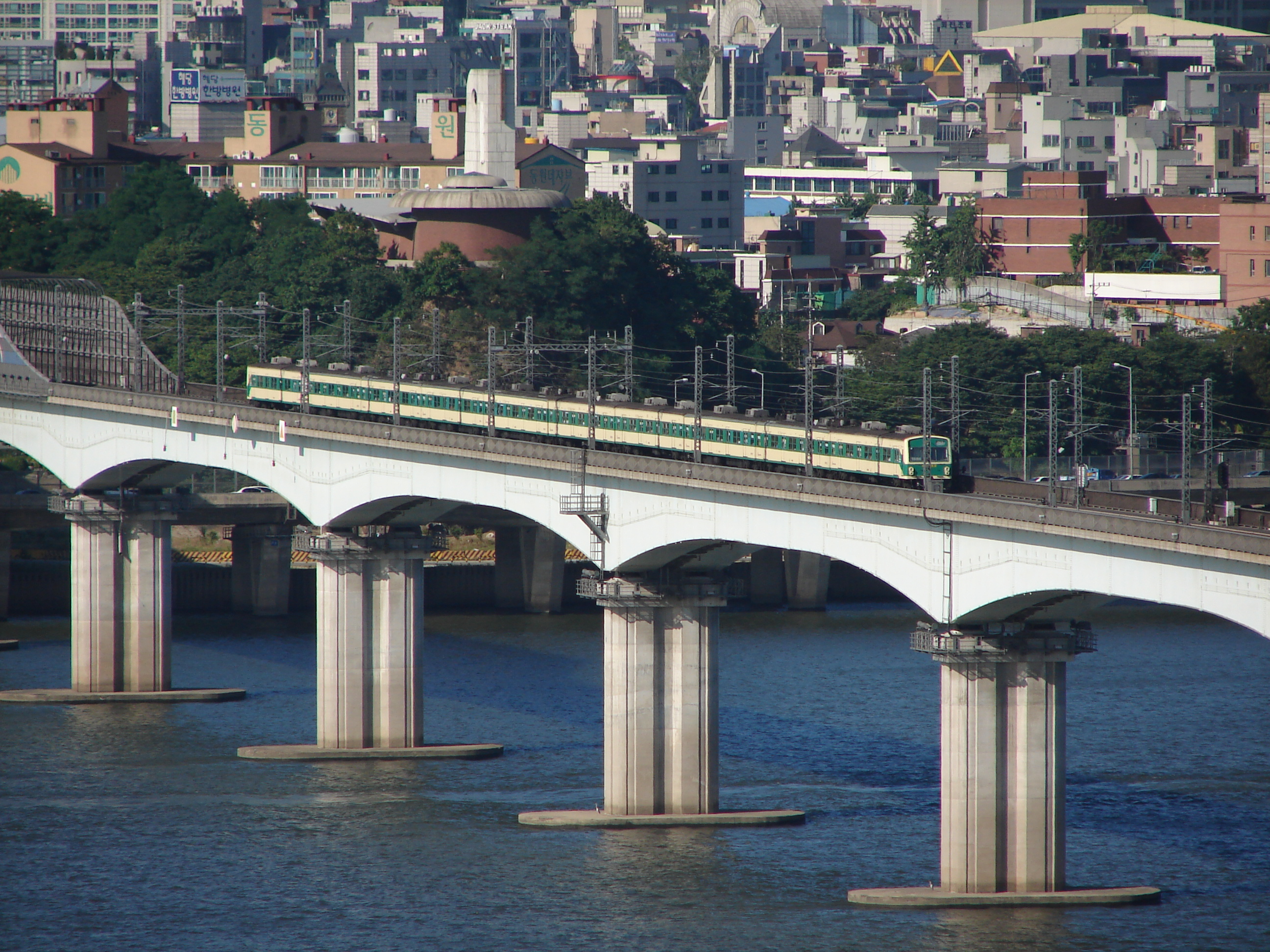
Podul feroviar Dangsan

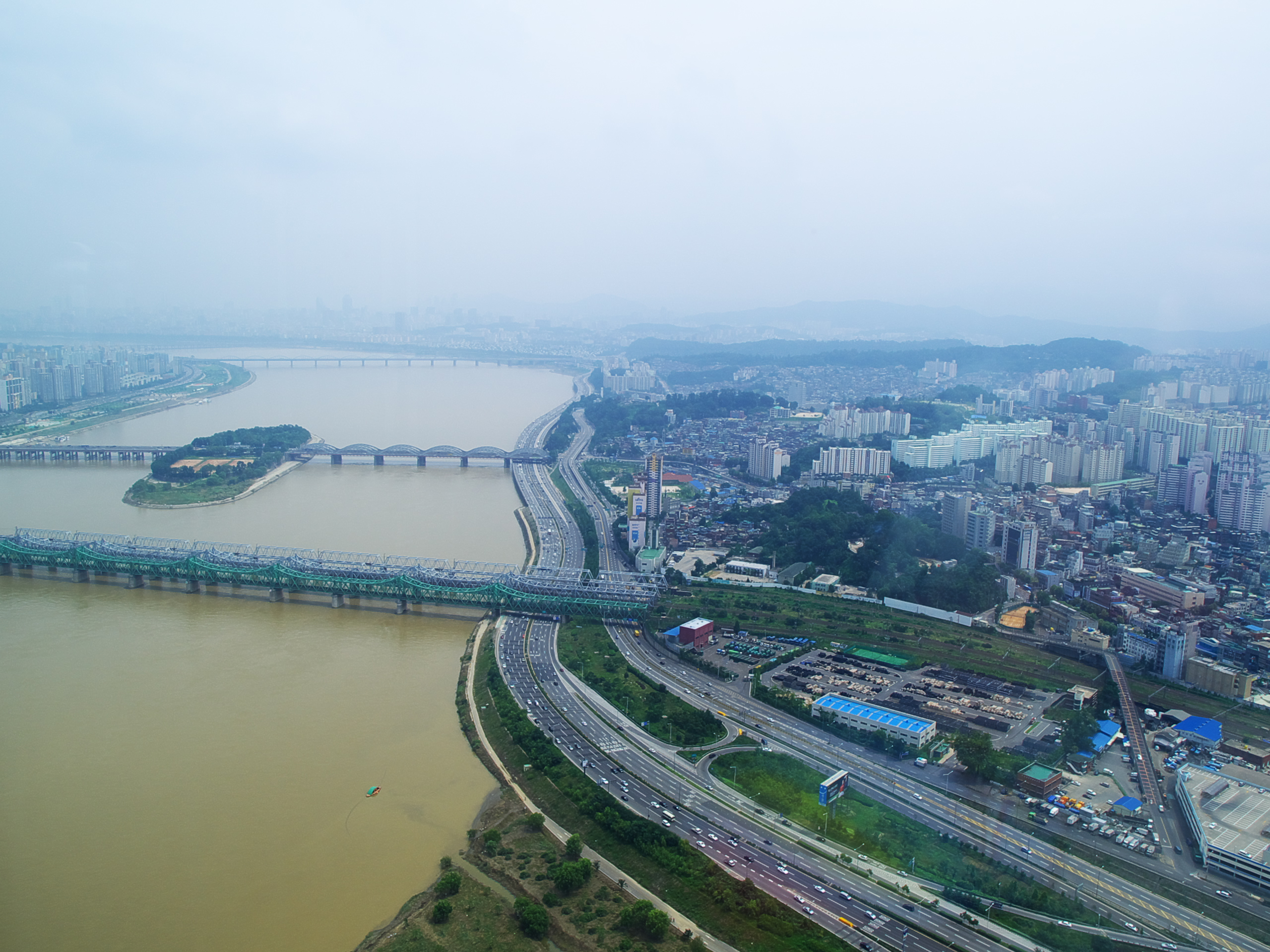
Podurile feroviar Hangang
și rutier Hangang

- Podul	en  Banpo împreună Jamsu; 반포대교와 잠수교
- Podul	en  Hannam; 한남대교
- Podul	en  Dongho; 동호대교
- Podul	en  Seongsu; 성수대교
- Podul	en  Yeongdong; 영동대교
- Podul	en  Cheongdam; 청담대교
- Podul	rutier en  Jamsil; 잠실대교
- Podul	feroviar en  Jamsil; 잠실철교
- Podul	en  Olympic; 올림픽대교
- Podul	en  Cheonho; 천호대교
- Podul	en  Gwangjin; 광진교
- Podul	en  Gangdong; 강동대교
- Podul	en  Paldang; 팔당대교

## Galerie de imagini

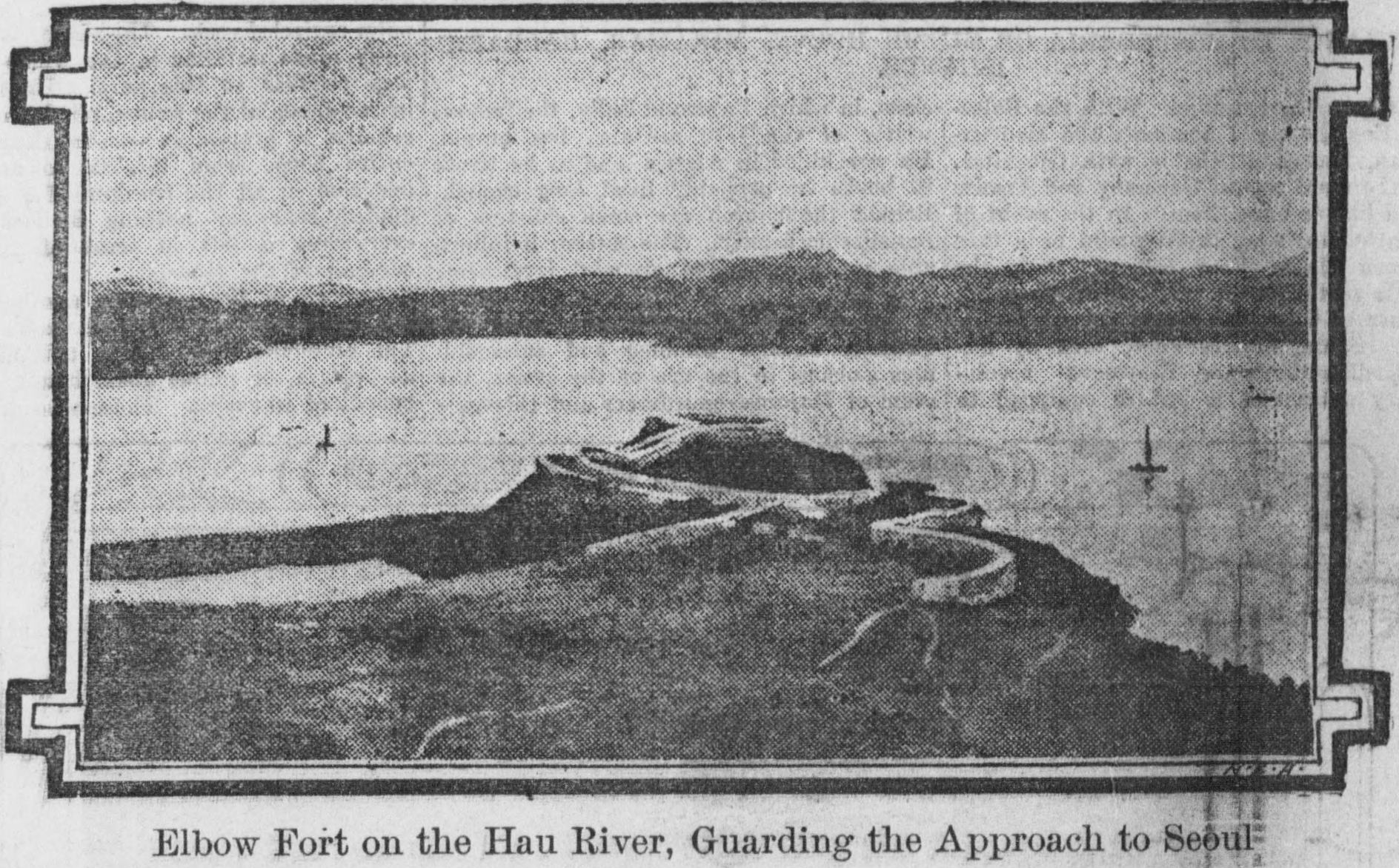
Imagine a Râului Han din anul 1904
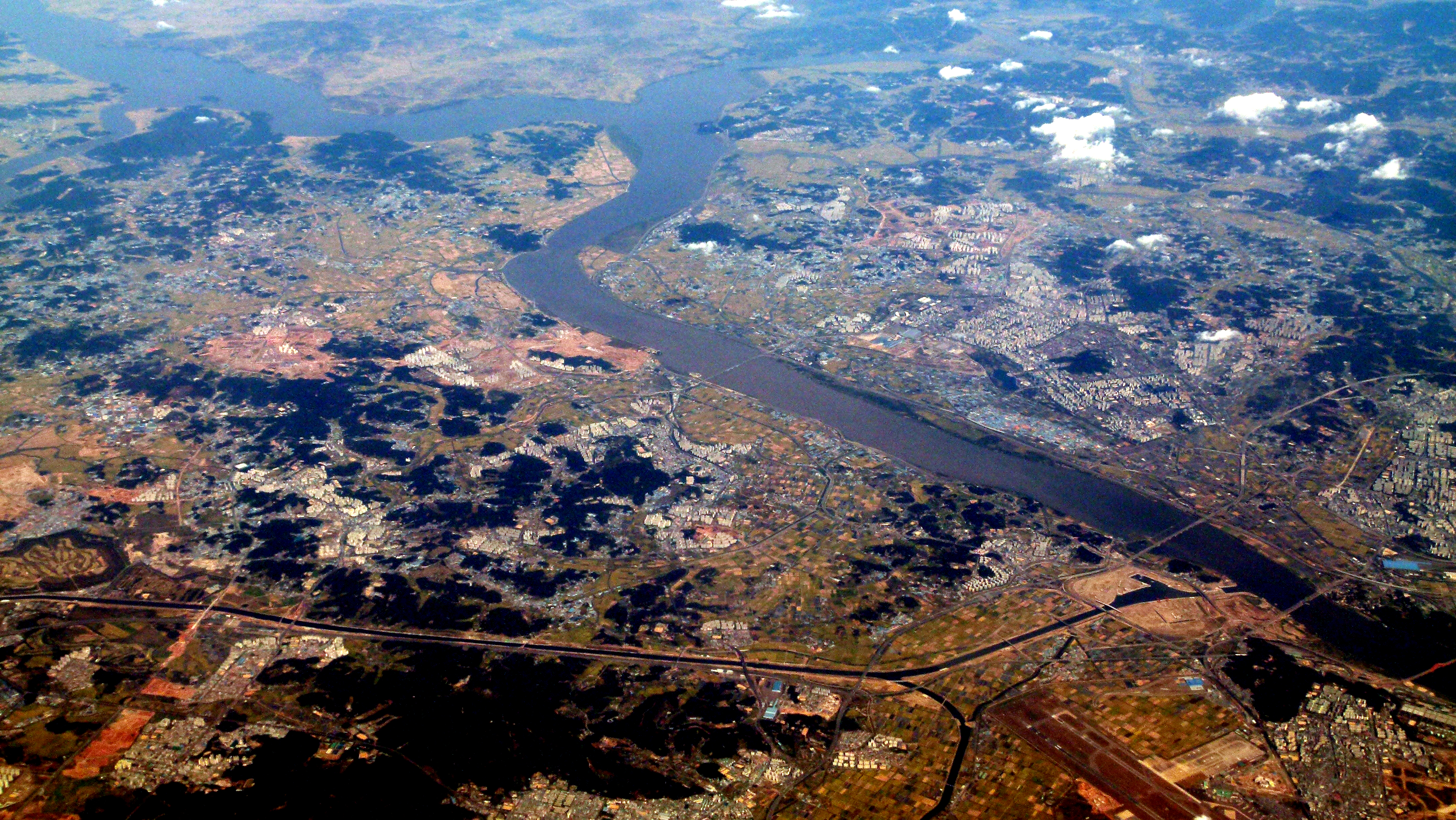
Imagine aeriană a Râului Han din 2011
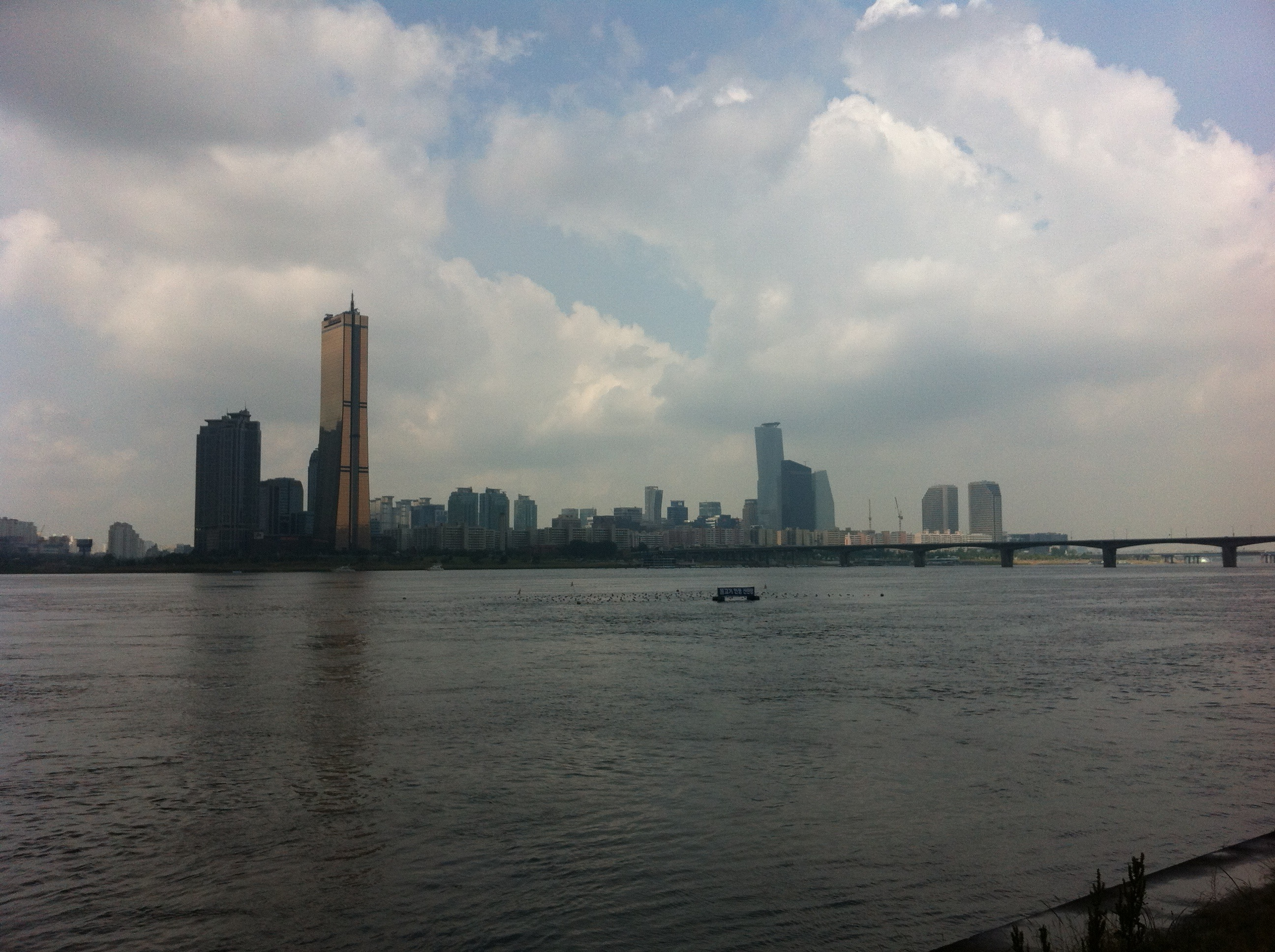
Imagine din anul 2012
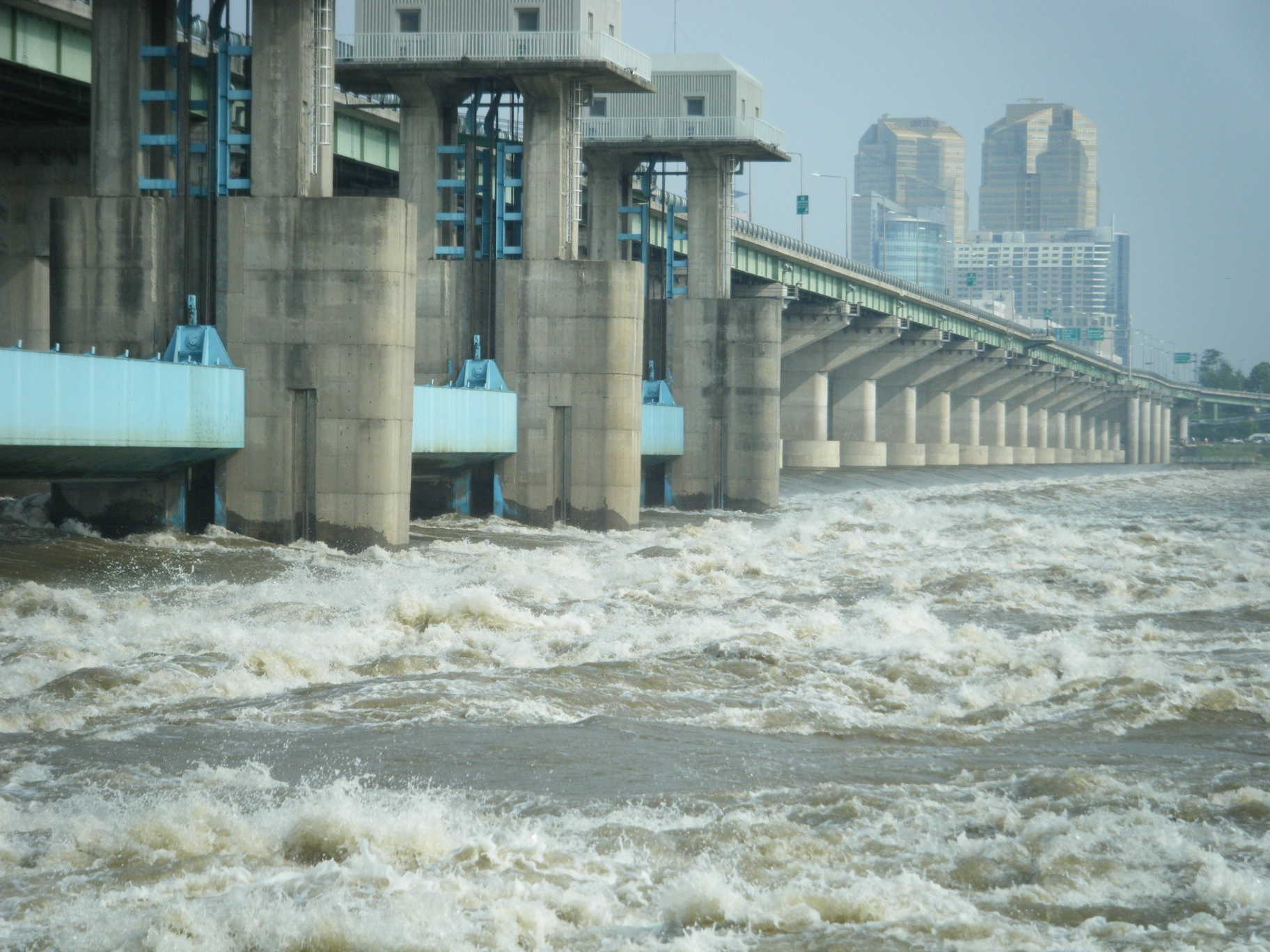
Panoramă de-a lungul unui pod - 2010
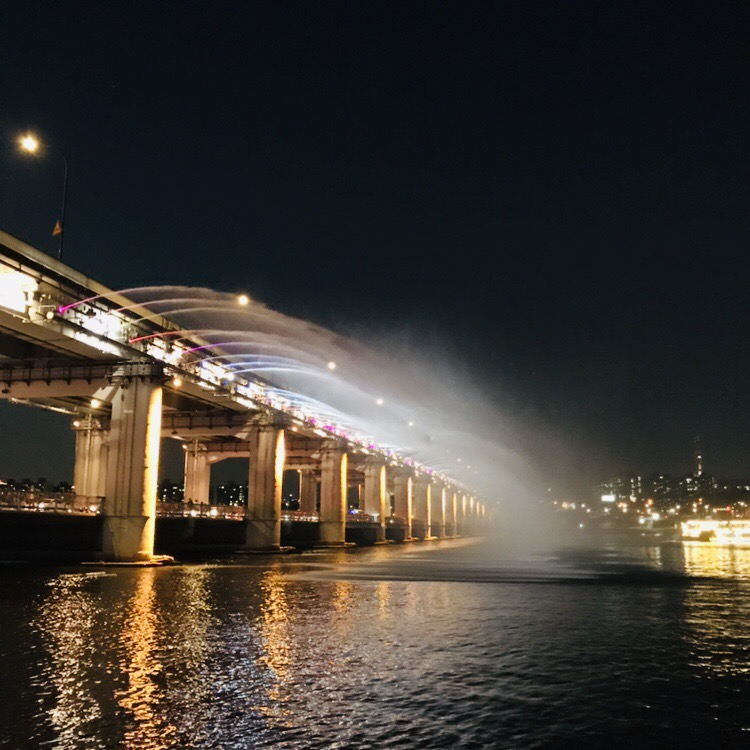
Imagine nocturnă a podului Banpo
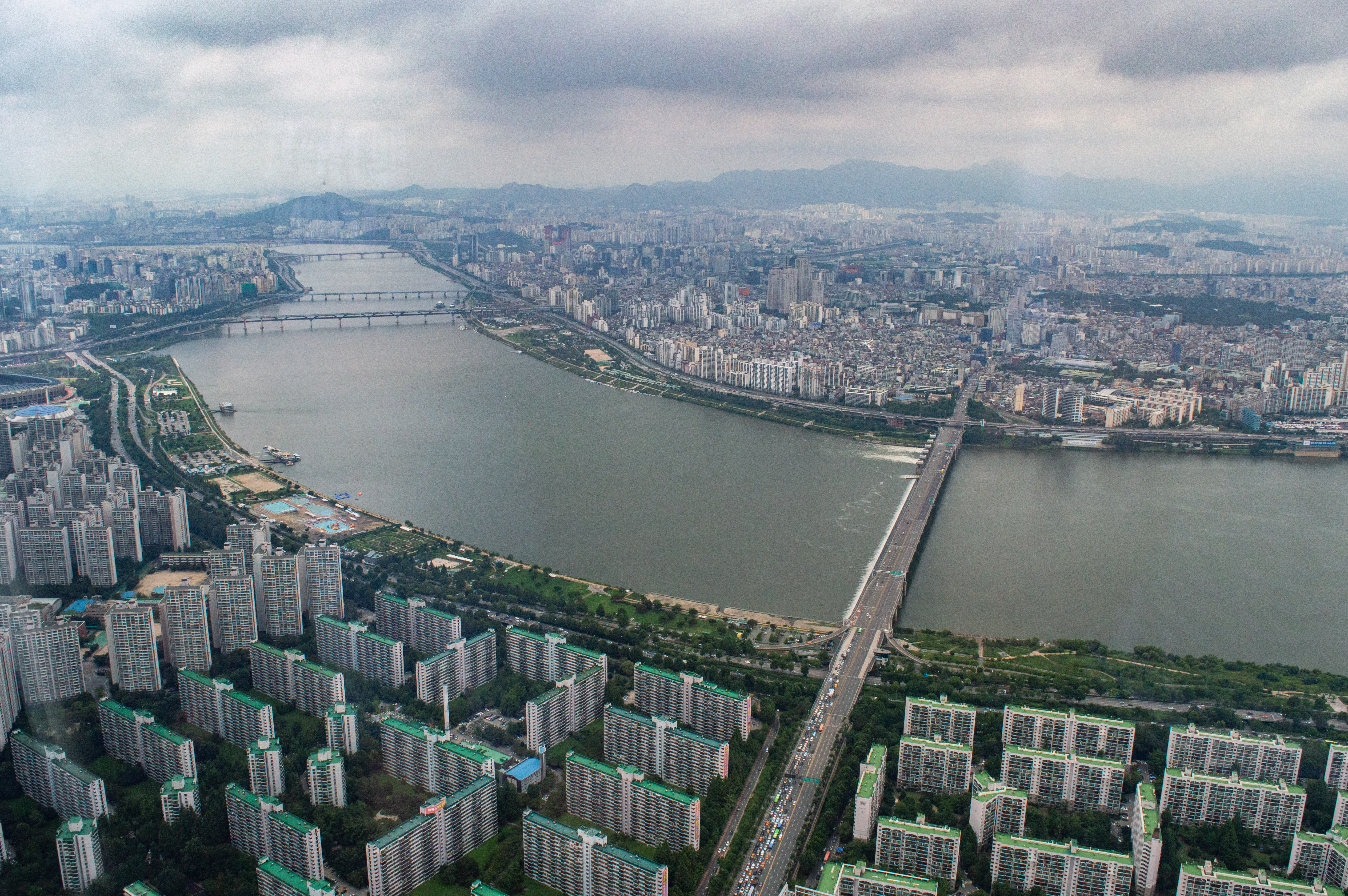
Imagine aeriană a unui meandru al râului Han dinspre Lotte World Tower